# Eleição para o Senado federal pelo Colorado em 2010
A eleição para o senado federal do estado americano do Colorado aconteceu no dia 2 de novembro de 2010, em conjunto com as eleições para o Senado dos Estados Unidos em outros estados. Com 97,9% dos votos apurados ainda não se tinha o candidato vencedor, Michael Bennet tinha 799.072 votos 47,7% dos votos, contra 783.426 votos, cerca de 46,8% de KenBuck, ou seja Michael Bennet estava matematicamente eleito.

## Primária Democrata
| Primária Democrata | Primária Democrata | Primária Democrata | Primária Democrata | Primária Democrata | Primária Democrata |
| Partido            | Candidato          | Votos              | %                  |                    |                    |
| Democrata          | Michael Bennet     | 183.225            | 54,2%              |                    |                    |
| Democrata          | Andrew Romanoff    | 154.961            | 45,8%              |                    |                    |
| Total              | Total              | 338.186            | 100%               |                    |                    |
| ------------------ | ------------------ | ------------------ | ------------------ | ------------------ | ------------------ |

## Primária Republicana
| Primária Democrata | Primária Democrata | Primária Democrata | Primária Democrata | Primária Democrata | Primária Democrata |
| Partido            | Candidato          | Votos              | %                  |                    |                    |
| Republicano        | Ken Buck           | 209.638            | 51,6%              |                    |                    |
| Republicano        | Jane Norton        | 196.954            | 48,4%              |                    |                    |
| Total              | Total              | 406.592            | 100%               |                    |                    |
| ------------------ | ------------------ | ------------------ | ------------------ | ------------------ | ------------------ |